# Harmonia musical
L'harmonia (del llatí harmonia) musical és tot el que es relaciona amb els sons simultanis (acords). Es pot entendre com l'aspecte "vertical" de la música, mentre que la melodia en seria l'aspecte "horitzontal". Molt sovint l'harmonia és el resultat de tocar diverses línies melòdiques o motius alhora (conegut com a contrapunt).
Els fonaments físics de l'harmonia es basen en el fenomen dels harmònics. Col·lecció de sons sinusoidals que tot so, de qualsevol instrument, posseeix. Com que el patró intervàl·lic dels harmònics és sempre el mateix, això crea la identificació inconscient per part del sistema auditiu d'acords més o menys "agradables", depenent de la major o menor semblança a aquest patró universal.
Tot i que normalment l'harmonia resulta del so simultani de dues o més notes, és possible crear-la amb només una línia melòdica. Hi ha moltes peces del període barroc per a un instrument musical en solo -per exemple- en les quals els acords hi apareixen molt rarament, i tot i això transmeten un complet sentit de l'harmonia. En aquests casos es parla d'harmonia implícita. S'aconsegueix per l'aparició successiva de les notes d'aquell acord en particular, creant una il·lusió auditiva de simultaneïtat d'aquestes.

## Història
Durant la història de la música clàssica occidental les convencions i regles de l'harmonia van anar variant. En el que es considera l'inici de la polifonia, al segle xi amb els organa paral·lels, les regles eren simplement premisses teòriques de com superposar un interval de consonància perfecta (8a., 5a. o 4a.) a sobre d'un cant gregorià preexistent.
Al segle xiv, amb l'aparició de l'ars nova, els compositors cada vegada empraven figures més curtes i afegien més melodies a sobre dels cants plans preexistents, fet que provocà que l'Església s'hi oposés argumentant que la música per ser digna de Déu havia de mantenir les característiques que Gregori, el Gran va dictar.
La música eclesiàstica estava controlada per l'Església en els períodes del renaixement, el Barroc i el classicisme. L'estil formal i harmònic del classicisme, el període més curt de la història de la música, va ser agafat com a referència.
En el romanticisme els compositors cada vegada s'allunyaren més del centre tonal, fins que al segle xx s'arribà a la música atonal. No es podria parlar de trencar les regles del classicisme, donat el fet que en el segle xx fins i tot, on l'atonalitat presentava textures i melodies contrastants amb l'estil clàssic, hi va haver sistemes i noves instruccions de com aconseguir aquella atonalitat, com en seria exemple el dodecafonisme.

## Desenvolupament
Melodia, contrapunt i harmonia estan totalment interrelacionats. Tradicionalment, l'harmonia funciona com a acompanyament, armadura i base d'una o més melodies. La melodia (dimensió horitzontal de la música) és una successió (en el temps) de sons. Per a acompanyar-la, es fa que siguin pertanyents a concordes, que l'enriqueixen amb altres sons que adornen i suavitzen, o bé generen tensió, és a dir, que produeixen efectes expressius, complementant la melodia gràcies a les subtils relacions que entaulen entre si (integrant-se perfectament la melodia amb els concordes, és a dir, amb l'harmonia).
-Quan parlem de melodia ens referim a l'aspecte horitzontal de la música.
-Quan parlem d'harmonia ens referim a l'aspecte vertical de la música, és a dir, als sons simultanis que anomenem intervals i concordes.
-Quan parlem de tonalitat ens referim a un conjunt de materials harmònics que respon a l'atracció gravitatòria d'un centre tonal.
- Quan parlem de funcions harmòniques ens referim a la manera en què aquests materials harmònics es relacionen entre si i respecte al seu centre tonal.
-Quan parlem d'harmonia funcional ens referim a l'estudi dels diferents tipus de materials harmònics, els diferents sistemes en què poden agrupar-se i el seu comportament funcional dins d'ells.
Encara que resulta incòmode intentar una definició de tonalitat, podem dir que és un sistema d'organitzar les altures (notes) dels sons, sistema que va imperar durant uns tres segles com a sistema únic, sent usat per barrocs, clàssics i romàntics.
Això no ens acaba de dir el que és la tonalitat: el que la caracteritza fonamentalment és que en aquest sistema les altures dels sons estan sotmeses a una jerarquia, en la qual hi ha un so principal del qual depenen tots els altres, que al seu torn no tenen especial significació excepte per la seva relació amb el principal.
Però hi ha una cosa important, i és que el so principal pot ser en principi qualsevol. Això és, una altura donada pot correspondre a un so principal en una obra, i aquesta mateixa altura ser en una altra obra un so subordinat a un altre principal. Pel mateix, el so principal no és tant un so, sinó una funció que recau sobre un so.
Per això el nom d'harmonia funcional (de la funció que compleix cada so) és més idoni que el d'harmonia tonal (nom que es va començar a usar quan els compositors del segle xx van començar a experimentar amb el sistema contrari, l'atonalitat).
Un concorde són tres o més sons simultanis superposant-se a distància de tercera, segons la teoria de Rameau. Per a saber si és major o menor cal analitzar la tercera que està sobre la nota fonamental. Si aquesta nota, la generadora del concorde, està en la part més greu, el concorde està en estat fonamental; si no, està invertit.

## Graus
Tota tonalitat té set graus, els noms dels quals són: 
- I (tònica, la nota fonamental, la que dona el to)
- II (supertónica)
- III (modal, si està a dos tons de la tònica -tonalitat major-, o mitjançant, si es troba a to i mig de la tònica -tonalitat menor-)
- IV (subdominante)
- V (dominant, la que apareix de manera més recurrent en la melodia)
- VI (superdominante, encara que és més efectiva a efectes estructurals la denominació submediante)
- VII (sensible, si està a un semitono de la tònica -tonalitat major-, o subtónica, si està a un to de la tònica -tonalitat menor-)

## Funcions
Cadascun d'aquests graus complirà una funció tonal, determinada per la seva relació i gravetat amb el centre. Les funcions clàssiques són les de Tònica -representada per l'I grau -, Dominant - representada pel V grau - i Subdominante - representada per l'IV grau-. Els altres té una relació amb aquestes funcions depenent del teòric que les classifiqui.

## Classificació
Els acords poden classificar-se en:
- perfectes majors, quan presenten un interval de tercera major (dos tons sobre la tònica) i cinquena justa (tres tons i un semitono sobre la mateixa tònica)
- perfectes menors, que tenen una tercera menor (un to i un semitono) i una cinquena justa,
- disminuïts, que tenen una tercera menor i una cinquena disminuïda (dos tons, dos semitonos) i
- augmentats, que tenen una tercera major i una cinquena augmentada (tres tons i dos semitonos).

En una escala de manera major, l'I, IV i V grau són acords perfectes majors, l'II, III i VI acords perfectes menors, i el VII un acord disminuït.
En una escala de manera menor, l'I i IV grau són acords perfectes menors, l'II i VII són acords disminuïts (vist que, en l'escala menor harmònica, al VII grau se li augmenta mig to) i l'III és augmentat (pel mateix). Els graus restants s'ometen, perquè serien majors.
Els millors graus o graus tonals són l'I, IV i V. Els graus menys importants o febles són l'II i el VI. Els graus molt febles són l'III i el VII.